# بن بارنز (بازیگر)
بنجامین توماس بارنز (زاده ۲۰ اوت ۱۹۸۱) یک هنرپیشه و خواننده انگلیسی است. او بیشتر برای نقش‌های شاهزاده کاسپین در مجموعه فیلم‌های  Chronicles of narnia[۱]، لوگان دلوس در [۲]Westworld، بیلی روسو در سریال [۳]The Punisher و ژنرال کیریگان/دارکلینگ در سریال  [۴]Shadow and bone نتفلیکس شناخته شده است. وی از سال ۲۰۰۶ میلادی تاکنون مشغول فعالیت بوده‌است.
.

## فیلم‌شناسی
| سال         | نام فیلم                          |
| ----------- | --------------------------------- |
| ۲۰۰۷        | گرد ستاره                         |
| ۲۰۰۸        | سرگذشت نارنیا: شاهزاده کاسپین     |
| ۲۰۰۸        | سست‌عفاف                           |
| ۲۰۰۹        | دوریان گری                        |
| ۲۰۱۰        | سرگذشت نارنیا: سفر کشتی سپیده‌پیما |
| ۲۰۱۲        | کلمات                             |
| ۲۰۱۳        | عروسی بزرگ                        |
| ۲۰۱۴        | هفتمین پسر                        |
| ۲۰۱۴        | جکی و رایان                       |
| ۲۰۱۶-تاکنون | وست ورلد (مجموعه تلویزیونی)       |
| ۲۰۱۹-۲۰۱۷   | مجازاتگر مارول(مجموعه تلویزیونی)  |
| ۲۰۲۱-تاکنون | سایه و استخوان                    |